# Trichosteleum patens
Trichosteleum patens är en bladmossart som beskrevs av Bescherelle 1901. Trichosteleum patens ingår i släktet Trichosteleum och familjen Sematophyllaceae. Inga underarter finns listade i Catalogue of Life.